# Zastava Kuvajta
Zastava Kuvajta je usvojena 7. rujna, 1961.
Značenje boja potječe iz plesme Safie Al-Deen Al-Halia:
- Bijela predstavlja naša djela
- Crna naše bitke
- Zelena našu zemlju
- Crvena naše mačeve

## Zanimljivosti
Godine 2005., zastava Kuvajta je korištena za dizajn najvećeg zmaja na svijetu, veličine 1019 kvadratnih metara. Napravio ga je Peter Lynn u Novom Zelandu, a pušten je u zrak u Kuvajtu. 

## Vanjske poveznice
- Flags of the World